# Jose Kaimlett
 (juillet 2025).
Motif : Où sont les sources secondaires centrées démontrant l'admissibilité selon les WP:CAA ?
- Archive Wikiwix
- Bing
- Cairn
- DuckDuckGo
- E. Universalis
- Gallica
- Google
- G. Books
- G. News
- G. Scholar
- Persée
- Qwant
- (zh) Baidu
- (ru) Yandex
- (wd) trouver des œuvres sur Wikidata

| 1. | Préciser le motif de la pose du bandeau. | Précisez le motif de la pose du bandeau en utilisant la syntaxe suivante : {{admissibilité à vérifier\|date=août 2025\|motif=remplacez ce texte par le motif}}                     |
| 2. | Informer les utilisateurs concernés.     | Pensez à avertir le créateur de l'article, par exemple, en insérant le code ci-dessous sur sa page de discussion : {{subst:avertissement admissibilité à vérifier\|Jose Kaimlett}} |

Jose Kaimlett, connu comme le « Docteur père Kaimlett », né le 5 mai 1941 à Palakattumala et mort le 27 juin 2018, est un prêtre catholique et missionnaire indien. Il a fondé en 1984 la société des Hérauts de la Bonne Nouvelle.

## Biographie
Né en 1941 à Palakattumala, dans le diocèse de Palai (en), au Kerala, il fait ses études primaires à Palakattumala et ses études secondaires au lycée Saint-François de Marangattupilly (en). Après ces études, il rejoint le diocèse missionnaire de Vijayawada (en) et est ordonné prêtre en 1966.
En 1969, il est nommé curé de Bhimavaram Ouest. En 1970, il ouvre le centre de mission à Akiveedu, une sous-division de Bhimavaram. En 1978, il est envoyé à Rome, où il obtient un doctorat en droit canonique en 1981.
À son retour de Rome en 1984, il fonde les Hérauts de la Bonne Nouvelle,, en 1992 les Sœurs de la Bonne Nouvelle et en 2003 les Missionnaires de la Compassion. Il décède en 2018.

## Postérité
Aujourd'hui, les missionnaires issus de ces congrégations se retrouvent sur les cinq continents.

## Publications
- (en) Jose Kaimlett, Wisdom of the ages, Bombay, Better yourself books, 1995, 218 p..
- (en) Jose Kaimlett, Insights, vol. 1 : Compilation of 200 Stories on the Insights of Life, CreatiVentures, 2011.
- (en) Jose Kaimlett, Insights, vol. 2 : Compilation of 200 Stories on the Insights of Life, CreatiVentures, 2014.